# バーチャルボーイワリオランド アワゾンの秘宝
『バーチャルボーイワリオランド アワゾンの秘宝』（バーチャルボーイワリオランド アワゾンのひほう、Virtual Boy Wario Land）は、1995年12月1日に任天堂からバーチャルボーイ専用ソフトとして発売されたアクションゲーム。
『ワリオランド』シリーズの2作目にあたる。ナンバリングから外れた外伝的な位置付けではあるが、この作品もワリオランド作品の1つである。開発も『スーパーマリオランド3 ワリオランド』を手掛けたメンバーが中心となって行っている。発売前には『ワリオクルーズ』の題が付けられていた。

## 概要
ゲームの進み方は前作『スーパーマリオランド3 ワリオランド』とほぼ同じだが前作のような全体マップ画面は存在せず、全てのステージが精算画面を通しゴールとスタートで繋がっておりそれらを行き来して攻略していく。作中でのワリオは探検帽を被っており、変身する種類も前作とほぼ同じ能力を持つチビワリオ・ブルワリオ・イーグルワリオ・シードラゴンワリオであるが、本作では3種の能力全てを強化された状態で使える「キングドラゴンワリオ」にも変身できる。『ワリオランド』の爽快アクションはそのままに、バーチャルボーイの「デュアルディスプレイシステム」によって独特の奥行き感が冒険の進展を盛り上げている。

## 変身
- 前作から引き続き登場
  - チビワリオ
  - ブルワリオ
- 今作から初登場
  - イーグルワリオ
  - シードラゴンワリオ
  - キングドラゴンワリオ

## 敵キャラ
チェンソン
チェーンソーでガリガリ攻撃してくる仮面を付けた鮫。正面から近づくのは危険。
トタカカ
普段は城の奥で丸くなっているが、ワリオを見つけると突然襲いかかってくる巨大な蚊。
ハコビー
畑の侵入者に向けてスイカや爆弾を落としていく。畑の番人。
ツボコロ&ロコロコ
壷のお化けツボコロ。ころがすと中からヤリのお化けロコロコがでてくる。
ヌードリ
時計の中から丸裸で現れる怪鳥。時限爆弾内蔵の「ピヨコ」を生む。
ピヨコ
時限爆弾が内蔵されたひよこ。ワリオがピヨコに近づくと爆発する。
マスクメン
マスクメロンの形をしたお化け。顔の横からナイフが飛び出す。
ツボハチ
つぼのようなハチのような謎の生き物。壷の中からトゲ鉄球を吐き出してくる。